# فدراسیون بسکتبال جمهوری چک
فدراسیون بسکتبال جمهوری چک (چکی: Česká basketbalová federace) نهاد اداره کننده ورزش بسکتبال در کشور جمهوری چک است. این فدراسیون که در سال ۱۹۹۳ تاسیس شده مقر آن در شهر پراگ قرار دارد.